# Stairway to Heaven/Highway to Hell
Stairway to Heaven/Highway to Hell es un álbum recopilatorio de 1989 que contiene canciones de bandas participantes en el Moscow Music Peace Festival. Fue lanzado por la fundación Make a Difference Foundation. Cada canción es un cover de alguna banda o artista famoso que haya sufrido la muerte relacionada con drogas de alguno de sus integrantes.
El título del álbum hace referencia a la canción "Stairway to Heaven" de Led Zeppelin y a "Highway to Hell" de AC/DC.

## Lista de canciones
| N.º | Título                                 | Escritor(es)                                                             | Artista original            | Duración |  |
| 1.  | «My Generation» (Gorky Park)           | Pete Townshend                                                           | The Who                     | 4:46     |  |
| 2.  | «Holidays in the Sun» (Skid Row)       | Paul Cook, Steve Jones, Glen Matlock, Johnny Rotten                      | Sex Pistols                 | 3:35     |  |
| 3.  | «I Can't Explain» (Scorpions)          | Pete Townshend                                                           | The Who                     | 3:21     |  |
| 4.  | «Purple Haze» (Ozzy Osbourne)          | Jimi Hendrix                                                             | The Jimi Hendrix Experience | 4:21     |  |
| 5.  | «Teaser» (Mötley Crüe)                 | Tommy Bolin, Jeff Cook                                                   | Tommy Bolin                 | 5:18     |  |
| 6.  | «The Boys Are Back in Town» (Bon Jovi) | Phil Lynott                                                              | Thin Lizzy                  | 4:03     |  |
| 7.  | «Move Over» (Cinderella)               | Janis Joplin                                                             | Janis Joplin                | 3:24     |  |
| 8.  | «Moby Dick» (Drum Madness)             | John Bonham, John Paul Jones, Jimmy Page                                 | Led Zeppelin                | 5:54     |  |
| 9.  | «Hound Dog»                            | Jerry Leiber, Mike Stoller                                               | Big Mama Thornton           | 3:19     |  |
| 10. | «Long Tall Sally/Blue Suede Shoes»     | Robert "Bumps" Blackwell, Enotris Johnson, Richard Penniman/Carl Perkins | Little Richard/Carl Perkins | 3:02     |  |
| 11. | «Rock and Roll»                        | John Bonham, John Paul Jones, Jimmy Page, Robert Plant                   | Led Zeppelin                | 4:49     |  |